# Kanton (település)
Európában elterjedt nevén Kanton vagy Guangzhou (egyszerűsített kínai írással: 广州, népszerű magyar átírással Kuangcsou) város Kína déli részén. Kuangtung tartomány székhelye.
Hongkongtól mintegy 120 km-re északra fekszik. Kikötőváros a Dél-kínai-tengerig hajózható Gyöngy-folyón. Kuangtung tartomány központja és Dél-Kína egyik kulcsfontosságú kereskedelmi kikötője. A 2020-as népszámlálási adatok szerint  18 676 605  lakosa van, és az elővárosaival együtt ez a szám eléri a 32 milliót. Ezzel a tartomány legnépesebb, Kína harmadik legnépesebb metropolisza.
E város körül, más városokkal való egyesítésével terveznek egy óriási, 41 000 km² (mintegy fél Magyarország) területű városias területet létrehozni.

## Közlekedés

### Vasút
Kantonnak két jelentős pályaudvara is van: a Kanton Déli pályaudvar és a Kanton Északi pályaudvar.

### Helyi
A városban metróhálózat is üzemel.

### Légi
Nemzetközi repülőtere a Kuangcsou-Pajjüni nemzetközi repülőtér.

### Vízi
Itt található a világ 5. legforgalmasabb kikötője, a Kantoni kikötő.

### Posta
Fontos postai elosztóhely, Dél-Kínából innen adják fel az Európába irányuló küldeményeket (a végleges postázás a pekingi központon keresztül történik).

## Éghajlat
| Hónap                         | Jan. | Feb. | Már. | Ápr. | Máj. | Jún. | Júl. | Aug. | Szep. | Okt. | Nov. | Dec. | Év   |
| ----------------------------- | ---- | ---- | ---- | ---- | ---- | ---- | ---- | ---- | ----- | ---- | ---- | ---- | ---- |
| Átlagos max. hőmérséklet (°C) | 18,3 | 18,4 | 21,6 | 25,5 | 29,4 | 31,3 | 32,7 | 32,6 | 31,4  | 28,6 | 24,4 | 20,5 | 26,3 |
| Átlagos min. hőmérséklet (°C) | 9,8  | 11,3 | 14,9 | 19,1 | 22,7 | 24,5 | 25,3 | 25,2 | 23,8  | 20,5 | 15,7 | 11,1 | 18,7 |
| Átl. csapadékmennyiség (mm)   | 43   | 65   | 85   | 182  | 284  | 258  | 228  | 221  | 172   | 79   | 42   | 24   | 1683 |
| Forrás: Világmeteorológia     |      |      |      |      |      |      |      |      |       |      |      |      |      |

## Népesség
| 2014 | 13 080 500 |
| 2020 | 18 676 605 |

## Fordítás
- Ez a szócikk részben vagy egészben a Guangzhou című angol Wikipédia-szócikk ezen változatának fordításán alapul.  Az eredeti cikk szerkesztőit annak laptörténete sorolja fel. Ez a jelzés csupán a megfogalmazás eredetét és a szerzői jogokat jelzi, nem szolgál a cikkben szereplő információk forrásmegjelöléseként.